# Silvio Rodríguez
Pour les articles homonymes, voir Rodríguez.
Silvio Rodríguez Domínguez, né le 29 novembre 1946 à San Antonio de los Baños, est un musicien, poète et compositeur cubain. Il fait partie du mouvement musical dit de « la nueva trova ». Rodríguez, musicalement et politiquement, est un symbole de la gauche latino-américaine. Ses paroles sont particulièrement introspectives, alors que ses chansons combinent romantisme, érotisme, existentialisme, politique révolutionnaire et idéalisme. En tant qu'humaniste, ses chansons traduisent souvent une vision du monde laïque, où l'humanité doit tirer le meilleur de ce monde. Il a été qualifié de " John Lennon de Cuba ". Beaucoup de ses chansons sont devenues des classiques de la musique latino-américaine , comme "Ojalá", "Playa Girón", "Unicornio", "Sueño con Serpientes", "Vamos a andar" et "La maza". Parmi ses autres chansons bien connues figurent des hymnes politiques comme « Fusil contra fusil » et « Canción del Elegido », et des mélodies poétiques comme « A donde van » et « Noche sin fin y mar ». Il enregistre plus de 20 albums.

## Biographie

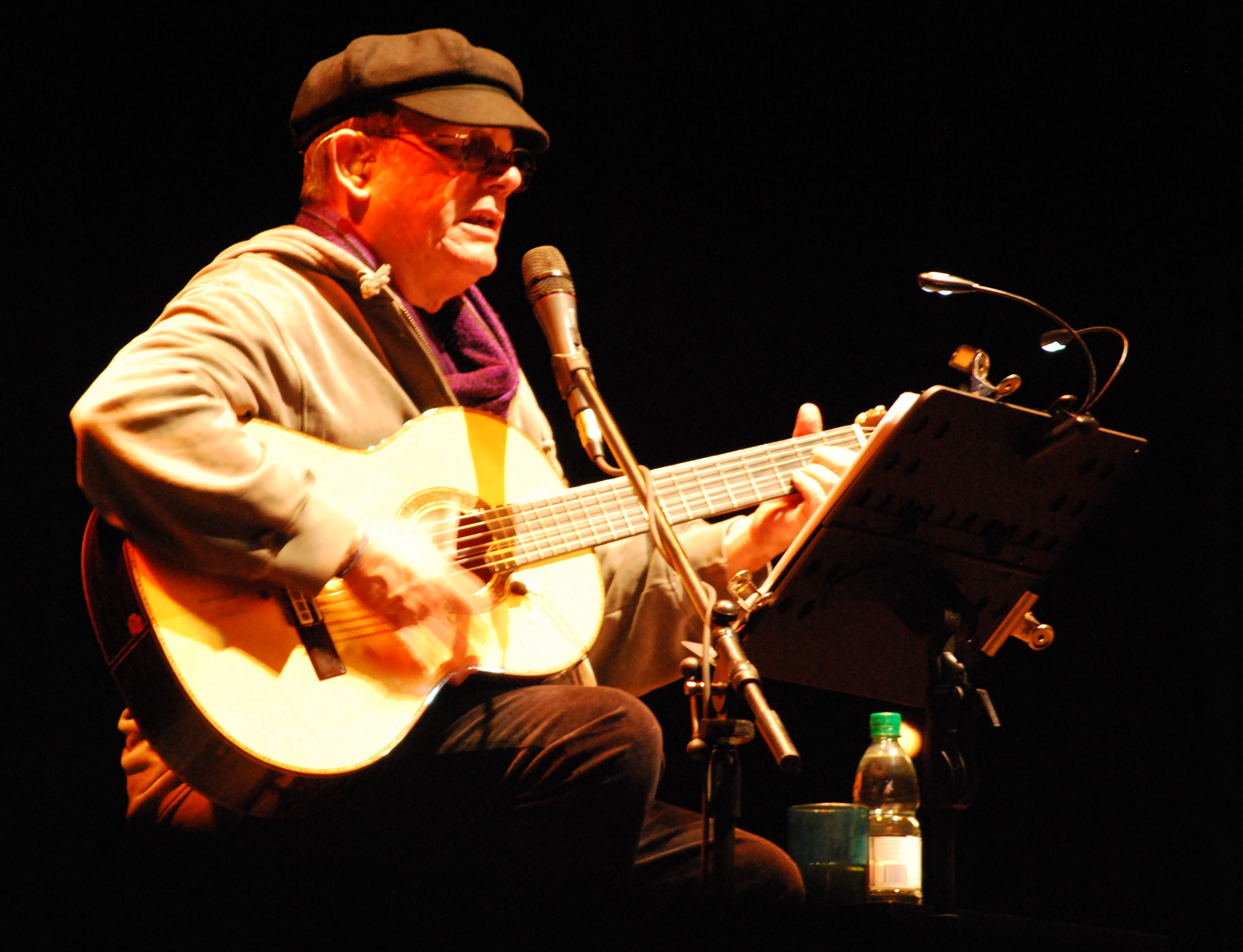
Silvio Rodríguez en 2011.

Silvio Rodríguez Domínguez, fils de Argelia et Dagoberto, est né le 29 novembre 1946 dans le village de San Antonio de los Baños à Cuba.
À 5 ans, il déménage avec sa famille à La Havane et à l'âge de 7 ans, il suit des cours de piano avec Margarita Pérez Picó, directrice du Conservatoire de La Milagrosa. Silvio a obtenu la meilleure note aux examens d'interprétation de théorie et de théorie musicale. Peu de temps après, ses parents ont divorcé et sa mère est revenue avec lui et sa sœur à la Havane en 1958, un mois avant le triomphe de la révolution cubaine. 
En 1960, il intègre l'Association des jeunes rebelles (Asociación de Jóvenes Rebeldes (AJR)). En 1961, Silvio s'inscrit dans les « milices ». Il participe à des campagnes d'alphabétisation, puis devient dessinateur de bandes dessinées, et commence à jouer de la guitare. Il rencontre Vicente Feliú,.
Entre 1964 et 1967, durant son service militaire, il commence à composer des chansons. À partir de 1967, il commence à se produire à la télévision ou dans des spectacles, souvent en tant que « première partie ». Il rencontre Pablo Milanés et Noel Nicola.
À la mort du Che Guevara, Silvio Rodríguez compose les titres La era está pariendo un corazón et Fusil contra fusil, qui sont inclus en 1968 dans le disque collectif Hasta la victoria siempre.
Au début des années 1970, avec Pablo Milanés, il intègre le Grupo de Experimentación Sonora del ICAIC, et compose les musiques de films et documentaires cubains. En 1972, il effectue une tournée en Allemagne, avec Isabel Parra et Víctor Jara. Le 1er décembre de la même année, Silvio Rodríguez, Pablo Milanés et plusieurs autres chanteurs cubains (Noel Nicola, Eduardo Ramos, Augusto Blanca, Pedro Luis Ferrer (es), Santiago Feliú (es), Vicente Feliú (es), Sara González, Pancho Amat, etc.), s'unissent pour former la « nueva trova » et recherchent d'autres chanteurs sur l'île.
Il enregistre en 1975 son premier disque 33 tours intitulé Días y Flores.
En 1976, comme beaucoup d'autres artistes cubains, il s'enrôle dans les Brigades Internationales Cubaines pour participer à la Guerre d'indépendance de l'Angola. Il est intégré, avec Vicente Feliu, le magicien José Alvarez Ayra et le groupe Los Cañas dans une brigade dont la mission est « d'apporter l'art dans les tranchées » (sic). Il compose alors « Canción Para Mi Soldado », « Pioneros » et « La Gaviota ». 
Durant l'été 1978, il se rend pour la première fois aux États-Unis, où il joue avec Pete Seeger, puis au Danemark, en Norvège et en Suède, où le premier ministre Olof Palme l'invite à chanter durant une réunion de socialistes européens.
En 1982 il enregistre le disque Unicornio, qui inclut la chanson Unicornio azul, la plus connue de Silvio Rodríguez. Le disque contient aussi une nouvelle version de « Canción Urgente para Nicaragua », un hommage à la révolution sandiniste de 1979, « Por Quien Merece Amor » (une critique des États-Unis), et un chant à la solidarité internationaliste cubaine, « La Maza » (avec des rythmes de chacarera argentine).
En 1983 il participe au disque de Luis Eduardo Aute Entre amigos. Il donne une série de concerts en Argentine (1984), avec la participation d'artistes tels que León Gieco, Piero et Víctor Heredia. En 1985, il collabore au disque Querido Pablo, en hommage au chanteur Pablo Milanés.
Après le retour de la démocratie au Chili, Silvio donne un concert au Stade National de Santiago, devant 80 000 spectateurs. Ce concert est enregistré sur un triple disque, et on y trouve des chansons inédites comme « Venga la Esperanza » ou « El Hombre Extraño » dédiée à Víctor Jara.
Silvio collabore ensuite avec Carlos Alfonso et son groupe Síntesis, publiant le disque El hombre extraño, dont huit des titres sont arrangés par Carlos Alfonso.
En 1992 il sort le disque Silvio, le premier d'une trilogie devenue ensuite une tétralogie, avec les disques Rodríguez (1994) et Domínguez (1996). Ces disques incluent des thèmes tels que Quien fuera, La guitarra del joven soldado, el swing La desilusión, Escaramujo, Flores nocturnas, Desnuda y con sombrilla, Ala de colibrí, Canción del trovador errante, Me quieren, interprétés essentiellement avec une guitare. Un autre disque, intitulé Descartes sortit par la suite pour compléter la série. En 1993 il enregistre avec Luis Eduardo Aute le disque « Mano a mano ».
En 1999, il enregistre avec le guitariste Rey Guerra le disque Mariposas, avec la participation de sa compagne Niurka González (es) à la flûte. Il publie ensuite en 2002 un disque instrumental nommé Expedición.
En 2003, il publie le disque Cita con ángeles, dédié à sa fille Melva et à son neveu Diego. Le disque contient des chansons qui font référence au conflit entre les États-Unis et l'Irak.
En 2006, il sort Érase que se era, un double album de chansons composées entre 1968 et 1970 et dont la plupart n'avaient pas été publiées jusque-là.
Le 23 février 2007, il reçoit le titre de docteur Honoris Causa de l'université nationale majeure de San Marcos, du Pérou pour l'ensemble de son œuvre et de sa carrière artistique. Plus tard, en 2010 et 2011, l'Universidad Veracruzana, au Mexique, et l'Universidad Nacional de Córdoba, en Argentine, lui ont accordé une reconnaissance similaire.
Durant sa tournée en 2007, il décide d'annuler un concert dans la ville de Talca (le 9 mars), affirmant de cette façon protester contre le prix trop élevé des entrées. Il se produira gratuitement à Talca le 2 décembre de la même année.
En 2009, on lui refuse l'entrée sur le territoire des États-Unis, officiellement parce qu'il lui manque certains papiers. Silvio Rodríguez affirme que ce refus est dû en réalité à une décision politique des États-Unis, et n'y retourne qu'en 2010, pour une série de concerts à New York.
En août 2010, il se rend au Paraguay pour la première fois, invité par le président Fernando Lugo. 
Le 20 septembre de la même année, il participe à la seconde édition du concert Paz sin fronteras (organisé par le chanteur colombien Juanes) avec d'autres artistes tels que Luis Eduardo Aute, Olga Tañón, Víctor Manuel, Danny Rivera et Miguel Bosé, entre autres.
Il participe à Buenos Aires, à un concert de trois heures, où il interprète la chanson Todavía cantamos avec son auteur, l'argentin Víctor Heredia, en soutien aux Abuelas de Plaza de Mayo.
Le 25 octobre 2014, il participe à un concert dans la ville dominicaine de Bani, avec la chanteuse dominicaine Maridalia Hernández, à l'occasion du 250e anniversaire de la fondation de la ville.
En 2016, il effectue une autre tournée de plusieurs mois dans les quartiers de La Havane.
En 2021, il a reçu le prix Leteo dans la ville espagnole de León, où il a également souligné les progrès culturels de la Révolution cubaine. Le prix est décerné par le club culturel Leteo de cette ville. Les arguments en faveur de l'attribution du prix soulignent son « engagement envers la parole comme antidote à tout ce qui menace la dignité et comme sauvegarde du savoir, de la beauté et de la pensée »,.
Le 2 juin 2023, il reçoit le titre de Docteur Honoris Causa de l'université de la Havane. 

## Discographie
- Te doy una canción (Silvio Rodríguez) / Le chant du monde LDX 74732 (1975)
- Días y flores (1975)
- Al final de este viaje… 1968/1970 (1978)
- Mujeres (1979)
- Rabo de Nube (1980)
- Unicornio (1982)
- Tríptico Volumen Uno (1984)
- Tríptico Volumen Dos (1984)
- Tríptico Volumen Tres (1984)
- Causas y Azares (1986)
- Oh Melancolía (1988)
- Silvio Rodríguez en Chile (1990)
- Silvio (1992)
- Mano a mano (Silvio Rodríguez et Luis Eduardo Aute) (1993)
- Rodríguez (1994)
- Domínguez (1996)
- Descartes (1998)
- Mariposas (1999)
- Expedición (2002)
- Cita con ángeles (2003)
- Érase que se era (2006)
- Segunda cita (2010)
- Para la Esperar (2020)

### Participations
- Canción protesta. Casa de las Américas (EP) (1968)
- Vietnam canta a Cuba / Cuba canta a Vietnam (1969)
- 26 de julio: los nuevos héroes (1969)
- Hasta la victoria siempre, Che Querido (1969)
- Canción protesta: Protest song of Latin America (1970)
- 3 Festival des politischen liedes (1972)
- La canción, un arma de la Revolución (1974)
- Cuba canta a la República Dominicana (Silvio Rodríguez - Noel Nicola) (1974)
- Jornada de solidaridad con la lucha del pueblo de Chile (1974)
- 1975 año internacional de la mujer (1975)
- Forjador del futuro - Brigadas Técnicas Juveniles (1976)
- Cuba (1976)
- Su nombre es pueblo (1976)
- El canto de un pueblo (1977)
- Música cubana (1978)
- Canciones XI festival (1978)
- XX aniversario de la cinematografía cubana (1979)
- Para cantarle al hombre: Raúl Sendic (Silvio Rodríguez - Ricardo Benelli) (1980)
- Vuelo espacial conjunto (1980)
- 20 Aniversario del MININT (1981)
- En vivo (Silvio Rodríguez - Pablo Milanés) (1982)
- Abril en Managua (1983)
- Silvio Rodríguez y Pablo Milanés en vivo en Argentina (1984)
- Tercer festival de la Nueva Canción Latinoamericana (1984)
- Festival de la Nueva Trova 1984 (En vivo), vol I (1985)
- Festival de la Nueva Trova 1984 (En vivo), vol II (1985)
- Festival de la Nueva Trova 1984 (En vivo), vol III (1985)
- 15 Festival des politischen liedes (1985)
- Montevideo, 1º de marzo de 1985 Vol 1. En Uruguay (Silvio Rodríguez - Pablo Milanés) (1985)
- Montevideo, 1º de marzo de 1985 Vol 2. En Uruguay (Silvio Rodríguez - Pablo Milanés) (1985)
- Árboles (con Roy Brown) (1987)
- El hombre extraño (Síntesis)(1989)
- Canciones al Che Vol 2 (1992)
- Mano a Mano (Silvio Rodríguez et Luis Eduardo Aute) (1993)
- Temas del cine cubano (1993)
- Todas las voces todas (1996)
- Cantarte Comandante (1997)
- Antología de la Nueva Trova Vol. 1 (1998)
- Tributo a Víctor Jara (1998)
- Carta de provincia (Lázaro García) (1999)
- Vamos todos a cantar (1999)
- ¡Mira que eres canalla, Aute! (2000)
- Festival des politischen Liedes - die Achtziger (2000)
- Definitivamente jueves (2001)
- Canción para Vieques (2001)
- Un perro llamado dolor (BSO) (2001)
- Canciones compartidas (José María Vitier) (2001)
- Un secreto a voces (Alejandro Filio) (2001)
- Canciones del Buen Amor (José María Vitier) (2002)
- A guitarra limpia. Antología 1 (2002)
- Me gusta así (2002)
- Del agua que bebimos (2003)
- Canciones con Santa Fe (2003)
- Cuba le canta a Serrat (2005)
- Yo protesto: Homenaje a Roy Brown (2005)
- 37 Canciones de Noel Nicola (2007)